# Emilian Stańczyszyn
Emilian Stańczyszyn (ur. 1 czerwca 1963 w Polkowicach) – polski samorządowiec, burmistrz Polkowic w latach 1994–2001 i w latach 2003–2006, marszałek województwa dolnośląskiego w latach 2001–2003, przewodniczący Sejmiku Województwa Dolnośląskiego I kadencji.

## Życiorys
Ukończył studia z zakresu organizacji i zarządzania oraz elektrotechniki na Politechnice Wrocławskiej. Na początku lat 90. powołano go na stanowisko przewodniczącego polkowickiej rady miasta, został też wówczas dyrektorem przedsiębiorstwa komunalnego.
Od 1994 do 2001 sprawował urząd burmistrza Polkowic. W okresie pełnienia przez niego tej funkcji w mieście powstały inwestycje m.in. Volkswagena i pierwszy w regionie aquapark.
Należał do Kongresu Liberalno-Demokratycznego, następnie przystąpił do Unii Wolności. W latach 1998–2002 sprawował mandat radnego sejmiku dolnośląskiego I kadencji, do 2001 jako przewodniczący. W grudniu tego samego roku objął stanowisko marszałka województwa, które zajmował do stycznia 2003.
W bezpośrednich wyborach w 2002 został już w pierwszej turze ponownie wybrany na urząd burmistrza.
W 2005 został oskarżony o przestępstwa korupcyjne. Proces karny w tej sprawie rozpoczął się w 2008 przed Sądem Okręgowym w Legnicy. W 2016 został prawomocnie uniewinniony w przedmiotowej sprawie.
W 2006 nie ubiegał się o reelekcję, został natomiast radnym z ramienia lokalnego komitetu. Pełnił funkcję dyrektora w spółce prawa handlowego. Został przewodniczącym zarządu Związku Gmin Zagłębia Miedziowego, pełnił tę funkcję do 2019. W 2010, 2014, 2018 i 2024 ponownie wybierany na radnego Polkowic.
Zasiadł w radzie stowarzyszenia Wszystko dla Gdańska. W maju 2024 zrzekł się mandatu radnego w związku z objęciem funkcji prezesa Przedsiębiorstwa Gospodarki Miejskiej w Polkowicach.

## Odznaczenia
W 2000, za wzorowe, wyjątkowo sumienne wykonywanie obowiązków wynikających z pracy zawodowej, został odznaczony Złotym Krzyżem Zasługi.